# Caliente (Inna)
Caliente è un singolo della cantante rumena Inna, prodotta dai Play & Win. Precedentemente pubblicata dalla cantante sul proprio canale YouTube il 16 febbraio 2012 come anteprima, la versione Radio Edit è stata pubblicata il 4 maggio 2012 su iTunes, di durata più lunga rispetto all'anteprima di febbraio.
Fu poi confermato che questo brano è ufficialmente il primo singolo del terzo album in studio di Inna, Party Never Ends, che vedrà la luce a marzo 2013.

## Descrizione
"Caliente" è la prima canzone di Inna composta completamente da lei. Prodotta dal trio Play & Win (composto da Sebastian Barac, Marcel Botezan e Radu Bolfea), è stata registrata nei Play & Win Studios a Bucarest, in Romania. Caliente, similmente a Un momento (il terzo singolo estratto dall'album I Am the Club Rocker), miscela elementi Eurodance, Dance pop e Pop latino, ed è interpretata sia in spagnolo che in inglese. La versione "Radio Edit" viene usata come versione originale del singolo ed inclusa quindi nell'album in studio.

## Video musicale
Il videoclip è stato pubblicato il 14 maggio 2012 sul canale YouTube di Inna. Diretto da Hamid Bechir e John Perez, è stato girato in Costa Rica, nel Mar dei Caraibi all'inizio di aprile 2012 durante un arco di tre giorni, con la partecipazione del modello brasiliano e disc jockey Jesus Luz. Gli artisti si sono già incontrati in un concerto in Russia. Il video semplicemente mostra la cantante cantare la canzone sulla spiaggia divertendosi con il ragazzo.

## Tracce
- Romania Digital Download (2012)[7]

1. Caliente (Radio Edit) - 3:21

- Romania Remixes EP (2012)[8]

1. Caliente (Miss Kailly Radio Edit Remix) - 3:02
2. Caliente (Miss Kailly Remix) - 5:35
3. Caliente (Protoxic Club Mix) - 6:09
4. Caliente (Starz Angels M*** F#*! Remix) - 6:49

- Italia Digital Remixes (2012)[9]

1. Caliente (Radio Edit) - 3:21
2. Caliente (Miss Kailly Radio Edit Remix) - 3:02
3. Caliente (Steve Roberts Radio Edit Remix) - 2:39
4. Caliente (Extended Version) - 4:18
5. Caliente (Miss Kailly Remix) - 5:35
6. Caliente (Steve Roberts Extended Remix) - 4:00
7. Caliente (Starz Angels M*** F#*! Remix) - 6:49
8. Caliente (Protoxic Club Mix) - 6:07

- Spagna CD Singolo Promo e Digital Download (2012)[10]

1. Caliente (Radio Edit) - 3:21

- Germania Digital Remixes (2012)[11]

1. Caliente (Radio Edit) - 3:21
2. Caliente (Extended Version) - 4:18
3. Caliente (Miss Kailly Remix) - 5:32
4. Caliente (Starz Angels M*** F#*! Remix) - 6:49
5. Caliente (Steve Roberts Extended Remix) - 4:00
6. Caliente (Steve Roberts Radio Edit Remix) - 2:39
7. Caliente (Protoxic Club Mix) - 6:07

## Formazione
- Inna – voce, testo
- Play & Win – voce, testo, arrangiamento, produzione

## Classifiche
| Classifica (2012) | Posizione massima |
| ----------------- | ----------------- |
| Italia            | 99                |
| Romania           | 84                |

## Date di pubblicazione
| Stato    | Data           | Formato                             | Etichetta       |
| -------- | -------------- | ----------------------------------- | --------------- |
| Romania  | 4 maggio 2012  | Airplay                             | Roton Romania   |
| Romania  | 15 maggio 2012 | Digital Remixes                     | Roton Romania   |
| Italia   | 24 maggio 2012 | Digital Remixes                     | Do It Yourself  |
| Spagna   | 17 luglio 2012 | CD Singolo Promo e Digital Download | Universal Music |
| Germania | 5 ottobre 2012 | Digital Remixes                     | B1M1 Recordings |